# Theresianer Antica Birreria di Trieste
Theresianer-bryggeriet grundades 1766 i hamnstaden Trieste i nordöstra Italien. Numera ligger bryggeriet i Treviso, Veneto.

## Varumärken
- Theresianer Premium Lager
- Theresianer Premium Pils
- Theresianer Vienna
- Theresianer Strong Ale
- Theresianer Pale Ale
- Theresianer Weizen